# NGC 5192
NGC 5192 је спирална галаксија у сазвежђу Девица која се налази на NGC листи објеката дубоког неба.
Деклинација објекта је - 1° 46' 44" а ректасцензија 13h 30m 51,7s. Привидна величина (магнитуда) објекта NGC 5192 износи 14,1 а фотографска магнитуда 15,0. NGC 5192 је још познат и под ознакама CGCG 17-1, PGC 47503.